# Bhumirajmadau
Bhumirajmadau (nep. भुमिराजमडौ) – gaun wikas samiti w zachodniej części Nepalu w strefie Seti w dystrykcie Doti. Według nepalskiego spisu powszechnego z 2001 roku liczył on 831 gospodarstw domowych i 4561 mieszkańców (2305 kobiet i 2256 mężczyzn).